# Sedlo Obšiar
Sedlo Obšiar (dawniej Sedlo Ovsiar, 778 lub 776 m n.p.m.) – wyraźna przełęcz w Górach Strażowskich, oddzielająca pasmo Małej Magury na południu od największej jednostki geomorfologicznej Gór Strażowskich, jaką jest Zliechovská hornatina.
Od strony południowej ponad przełęczą wznosi się szczyt Malá Magura (1101 m n.p.m.), natomiast od strony północno-zachodniej niższa Končina (911 m n.p.m.). Spod przełęczy w kierunku północno-wschodnim opada dolina Obšiar (słow. również Obšiarska dolina), uchodząca do doliny Chvojnicy (dopływ górnej Nitry), natomiast w kierunku południowo-zachodnim dolinka potoku Šindéliarske (dopływ Nitricy).
Przełęcz ma formę szerokiego, trawiastego siodła. Wycięta jest w różnych utworach kredowych: marglach, ilasto-piaszczystych łupkach, piaszczystych wapieniach i piaskowcach. Północno-wschodni stok przełęczy, opadający ku dolinie Obšiar, pokrywają różne sedymenty deluwialne.
Przez przełęcz biegnie polna droga z wsi Čavoj (na zachodzie, nad doliną Nitricy) do doliny Chvojnicy i do położonej w niej miejscowości Chvojnica (na wschodzie). Na przełęczy znajduje się murowana z kamieni kapliczka Św. Antonina w formie groty, zamkniętej kratą, a obok drewniany, słowacki dwuramienny krzyż z 2014 r. Tuż powyżej maszt telefonii komórkowej.
Przełęcz jest węzłem znakowanych szlaków turystycznych. Grzbietem przez siodło biegnie czerwony szlak z Bojnic na południu na Sedlo Javorinka na północy. Na przełęczy krzyżują się z nim niebieskie znaki łączące wspomniane miejscowości Čavoj i Chvojnica.